# Ordine della Treccia

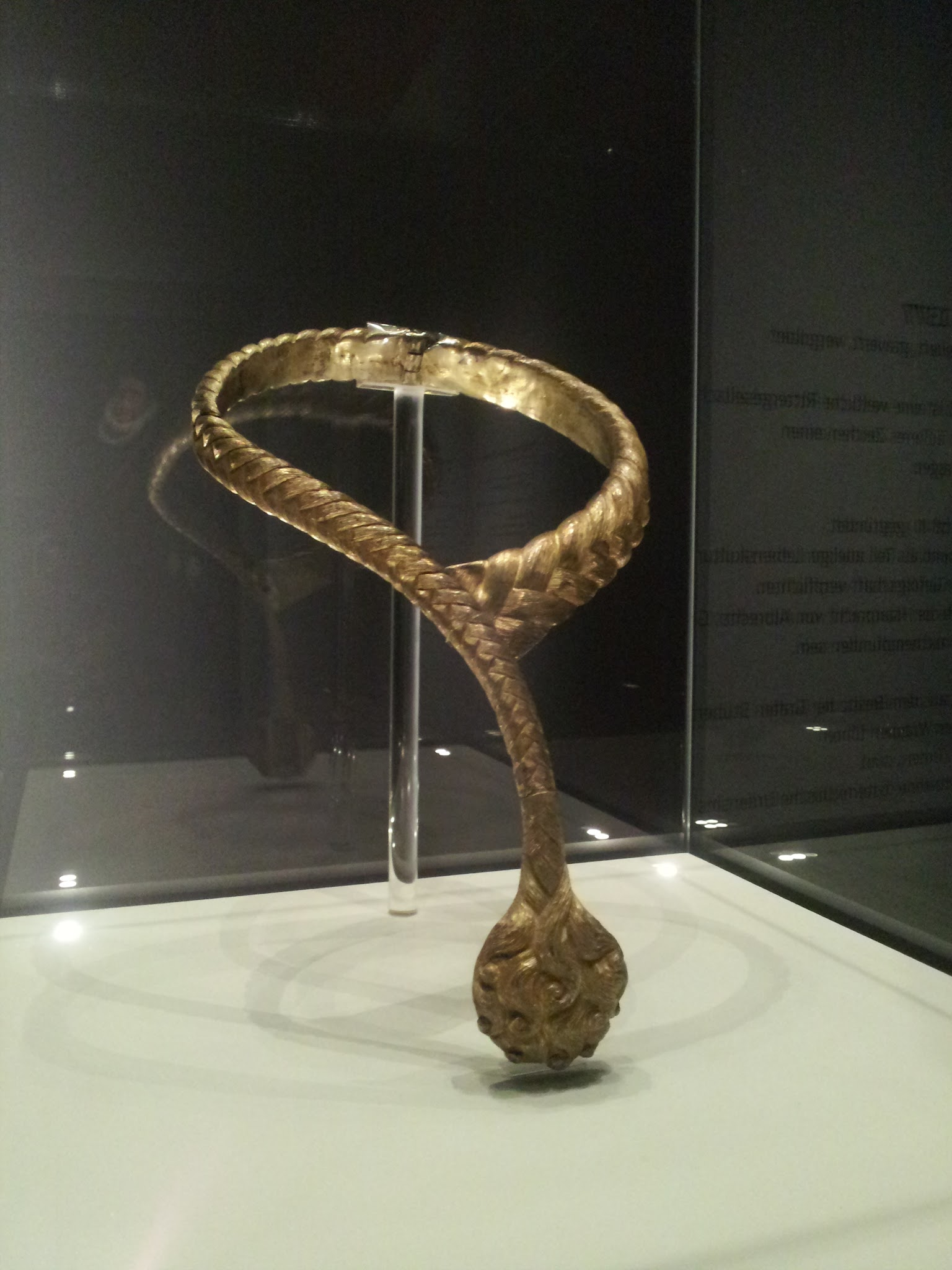
Un esemplare di collare dell'Ordine della Treccia esposto al museo di storia di Graz.

L'Ordine della Treccia fu un ordine cavalleresco nell'ambito del Sacro Romano Impero.

## Storia
L'Ordine della Treccia è ad oggi considerato il più antico degli ordini cavallereschi istituzionali austriaci ed è ritenuto essere il primitivo stadio di creazione dell'Ordine del Toson d'oro, come già erano stati l'Ordine della Salamandra e l'Ordine dell'Aquila fondato da Alberto VI d'Asburgo.
L'insegna dell'Ordine consisteva in una serie di fili d'oro intrecciati tra di loro a formare una treccia che veniva portata attorno al collo e fermata con un anello d'oro su cui era inciso lo stemma dell'Austria asburgica.
Il fondatore dell'Ordine è tradizionalmente riconosciuto nella persona del duca Alberto III d'Asburgo.
L'Ordine della Treccia cadde definitivamente in disuso dopo la creazione, nel 1430, dell'Ordine del Toson d'oro, il quale lo soppiantò per diffusione e prestigio, distinguendosi come il maggiore tra gli ordini cavallereschi europei.